# 森海塞尔
森海塞尔（德語：Sennheiser electronic GmbH & Co. KG）是德國一家音频设备品牌，創立於德国。销售包括耳机、麦克风、耳塞等音訊设备。

## 概况

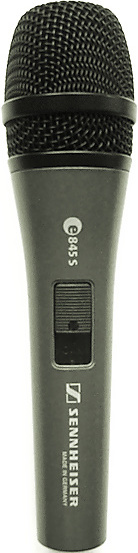
声海麦克风

1945年，Fritz Sennheiser教授和七位研究人员创立了该公司。研发人员在德国下萨克森州的小村落Wennebostel进行研发工作，并很快在此领域引起关注。
Fritz Sennheiser教授于2010年5月17日夜晚去世，享壽98岁。
森海塞尔电气股份公司总部设在Wennebostel，今天已成为这个小镇的标志，拥有的生产厂包括德国本土位于Wennebostel的一个（原本位于Burgdorf，生产电子设备和无线电技术设备的厂房于2009年11月搬迁到Wennebostel），位于爱尔兰Tullamore的耳机生产厂和一个在美国Albuquerque的专为美洲地区生产无线电技术设备的分厂，部分低端产品线由丰达公司代工生产。产品的销售则由遍布全球的合作伙伴以及子公司来负责。公司2004年营业额达两亿六千两百万欧元，其中只有17％来自德国。
Sennheiser曾于2010年三月在台湾市场发布全新中文官方名称声海。
2021年5月7日，森海塞尔將消费者业务部门出售給Sonova。

## 产品线
森海塞尔的产品包括麦克风、高保真无线科技产品和耳机，还有多方电话技术，信息科学、红外线系统，专为听觉残障人士提供的产品，为航空航天服务的头戴式耳机等等。此外，隶属森海塞尔集团的还有柏林以录音室麦克风为产品特色的Georg Neumann公司，K+H销售与发展公司（扩音器以及录音室监听音箱）和坐落在丹麦的合资公司：森海塞尔通讯公司，此公司主要研發针对个人电脑、办公和话务中心所用的耳机。
森海塞尔的耳機向來是欧洲风格耳塞、耳机的代表，声音风格趋向平淡厚实而不失大气，历来以优异的声音品质闻名。近年来由于产业整体的发展和自身营销策略的变化，风格与以往有所差别，較為注重产品的时尚性，工业设计和产品外形。森海塞爾根據此策略，推出較適合手機使用的耳機產品，如Momentum和Urbanite系列等。森海塞尔拥有完整的耳塞、耳机产品线，在中国，以MX系列耳塞和PX系列便携式耳机最为人所知，以HD 5、HD 6系列的HD580、HD600、HD650高端耳机最为发烧友赞赏。
目前，森海塞尔的很多中低端耳塞、耳机产品都由丰达公司代为设计生产，但这些产品依然保有森海塞尔一贯的风格。

## 主要产品
目前市场上常见森海塞尔的产品系列主要包括：
- MX：平頭式耳塞系列
- PX：便携式可折叠耳机系列
- PMX：便携式挂耳耳机系列

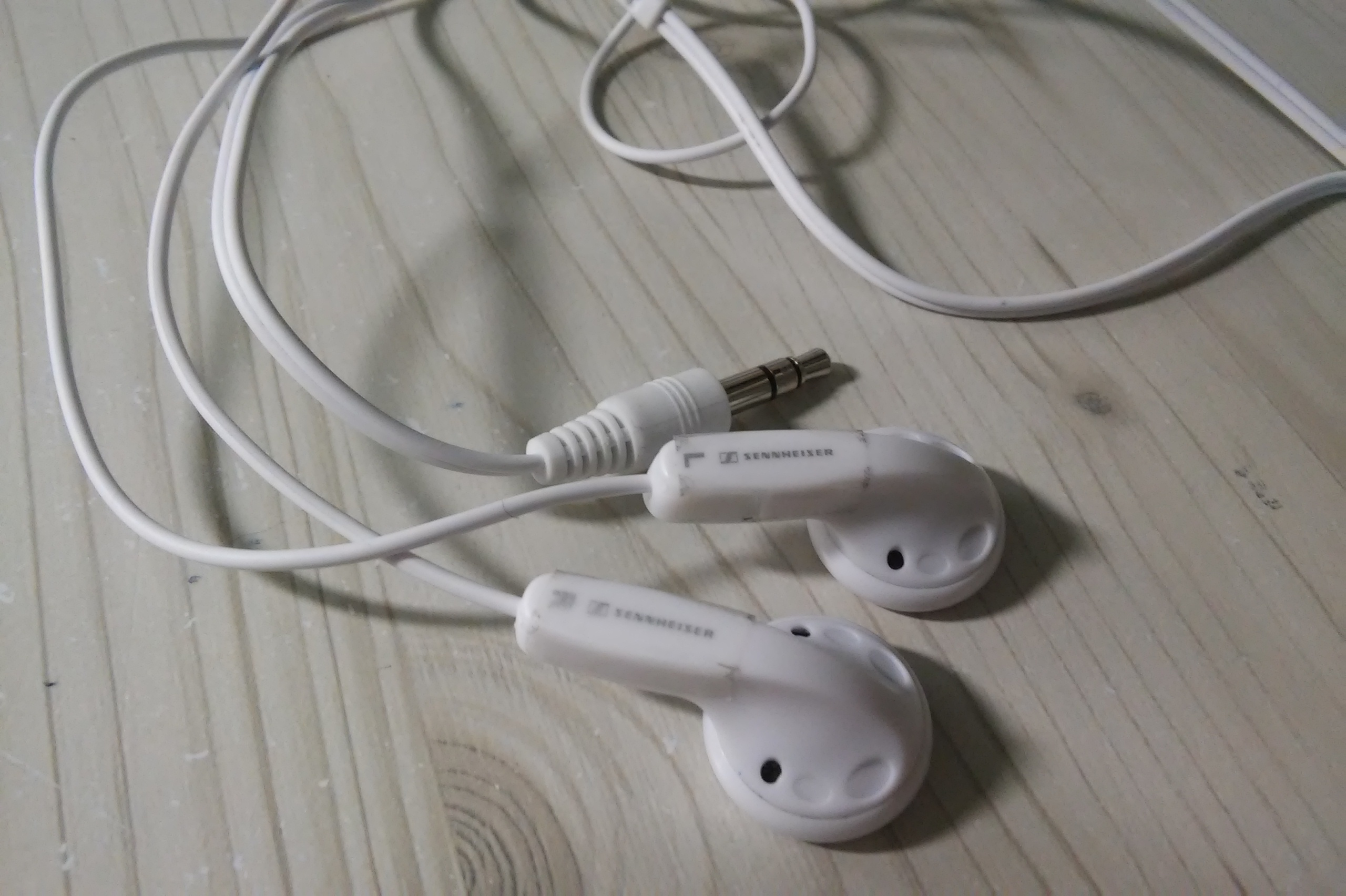
森海塞尔耳机MX400ii

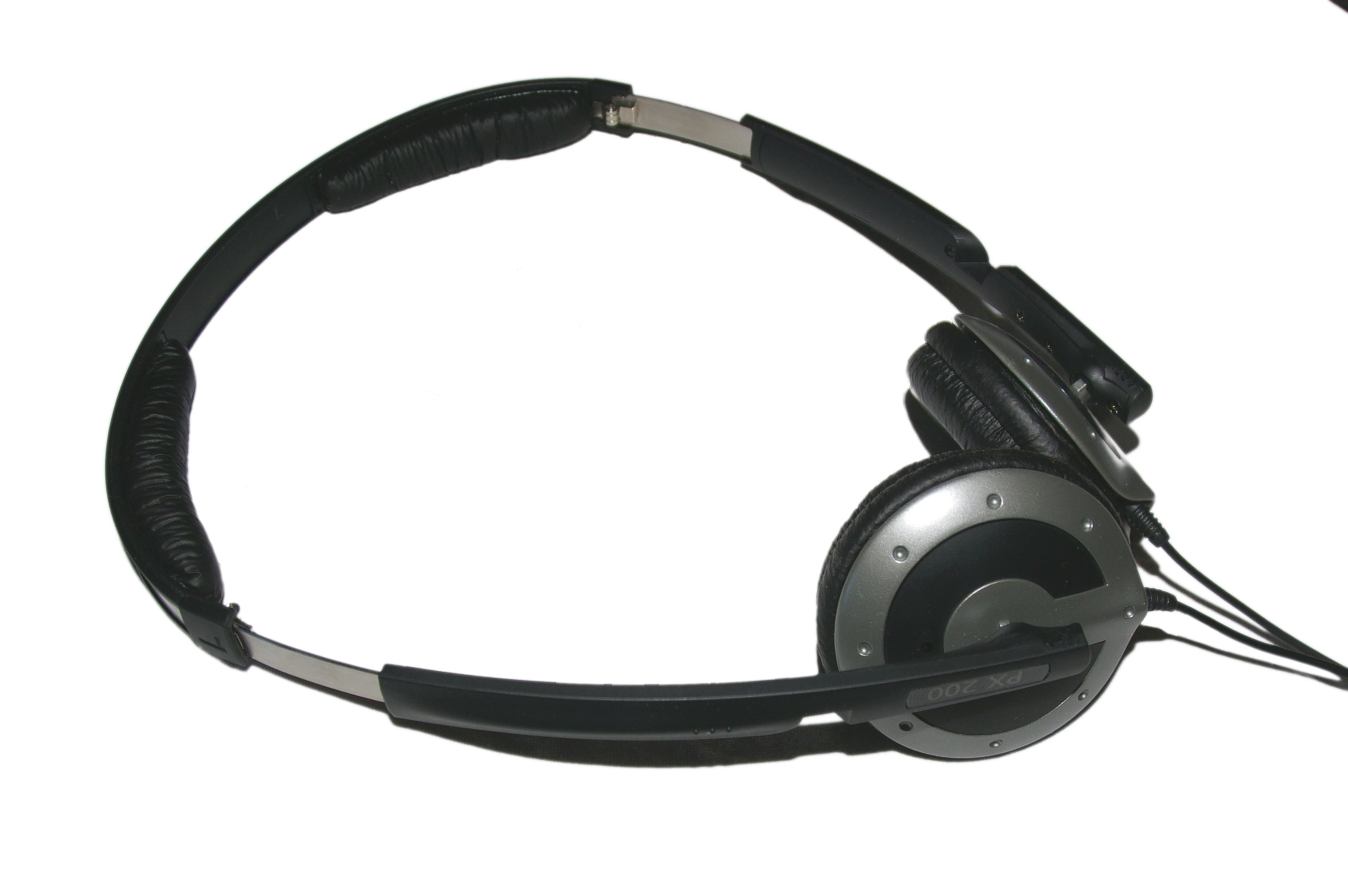
声海 PX200便携式耳机

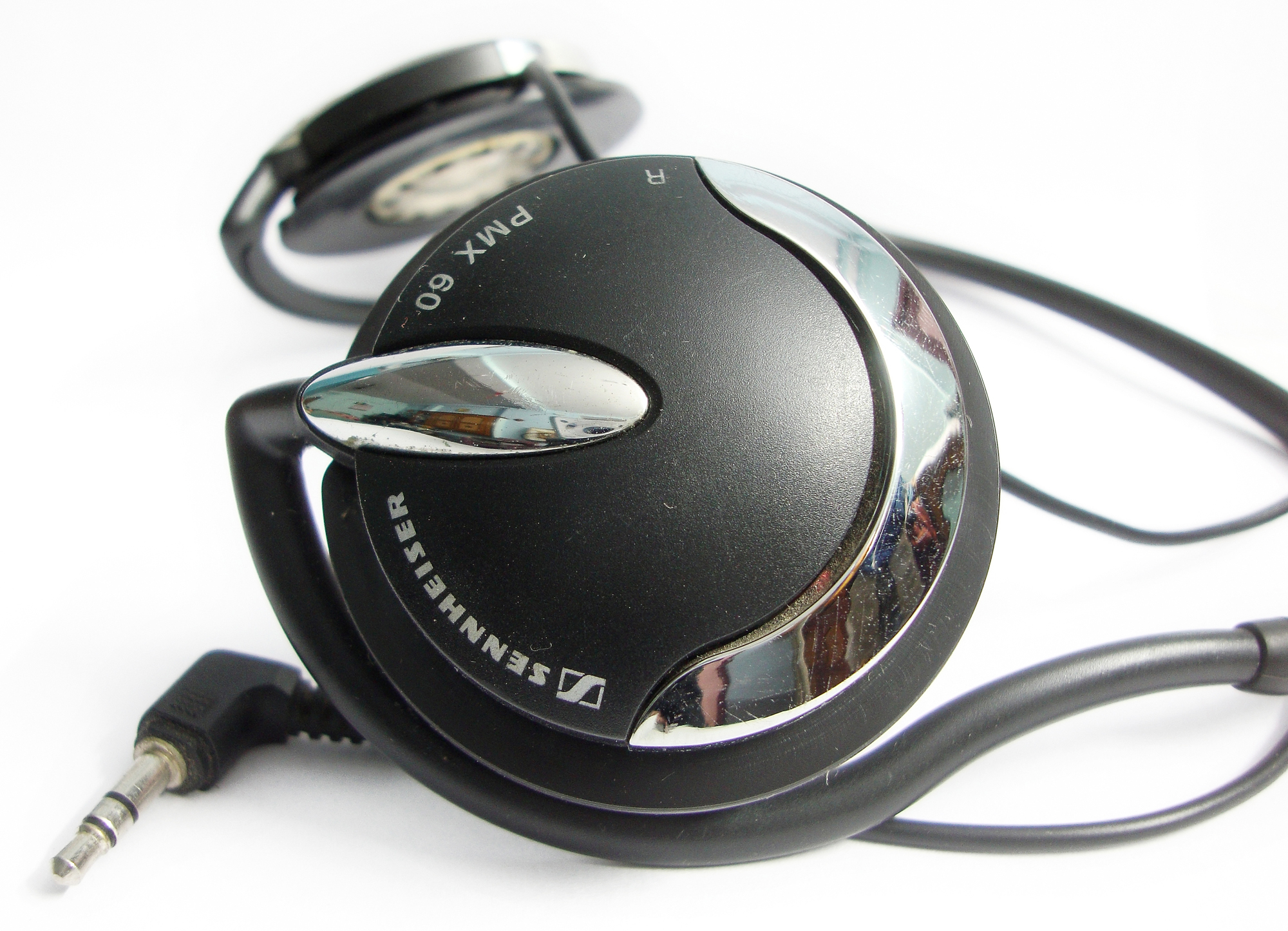
Sennheiser PMX 60

- HD：经典耳机系列。其中第一位数1-4均为中低端产品，5、6则为中高端产品(HD598/599，HD600/650/660S等)，7系只有次旗舰级HD700一个型号，8系是旗舰级，有HD800、HD800S和HD820三个型号；第二位数代表檔次越高；第三位数代表相同价格定位下的不同型号；部分特例（如HD25系列）不按照该命名方式命名
- IE：中高階以及旗艦級入耳式耳塞系列，IE6,7字頭為中高階入耳式耳塞系列，IE8, 9字頭為旗艦級入耳式耳塞系列
- CX：入門級入耳式耳塞系列
- OMX：挂耳式耳塞系列
- PC：耳麦系列（針對電腦玩家開發）
- PXC：便携式耳麦系列
- HE：顶级静电耳机系列
- RS：家庭影音無線系列
- SKM：頂級無線麥克風系列 （SKM系列為許多演出及歌手所採用之無線麥克風系統，例如：張惠妹、林俊傑、女神卡卡、瑪丹娜、泰勒絲等等。）

其中奥菲斯HE90（ORPHEUS，俗称「大奥」）的静电耳机系統堪稱一代經典，在耳機發燒友眼中有著無與倫比的地位。1991年開售時曾經是世界上最昂贵的民用个人耳机产品。2016年，森海推出第二代HE1靜電耳機系統。
森海塞尔于2008年年底推出顶级入耳式耳塞IE系列，试图在音质方面挑战传统的入耳式耳機。
另外，PX100及MX50曾經推出過皇家馬德里特別版，型號以RM以作識別。它也是少數推出專為運動而設的耳機的製造商（另一間是Philips联合Nike）。